# Iernut
Iernut (węg. Radnót) – miasto w środkowej Rumunii, w okręgu Marusza, nad Maruszą; 9658 mieszk. (2007). 
W 1656 w Iernut zawarto traktat w Radnot.

## Współpraca
Miejscowość partnerska:
- Sint-Katelijne-Waver, Belgia